# Époisses (brânză)

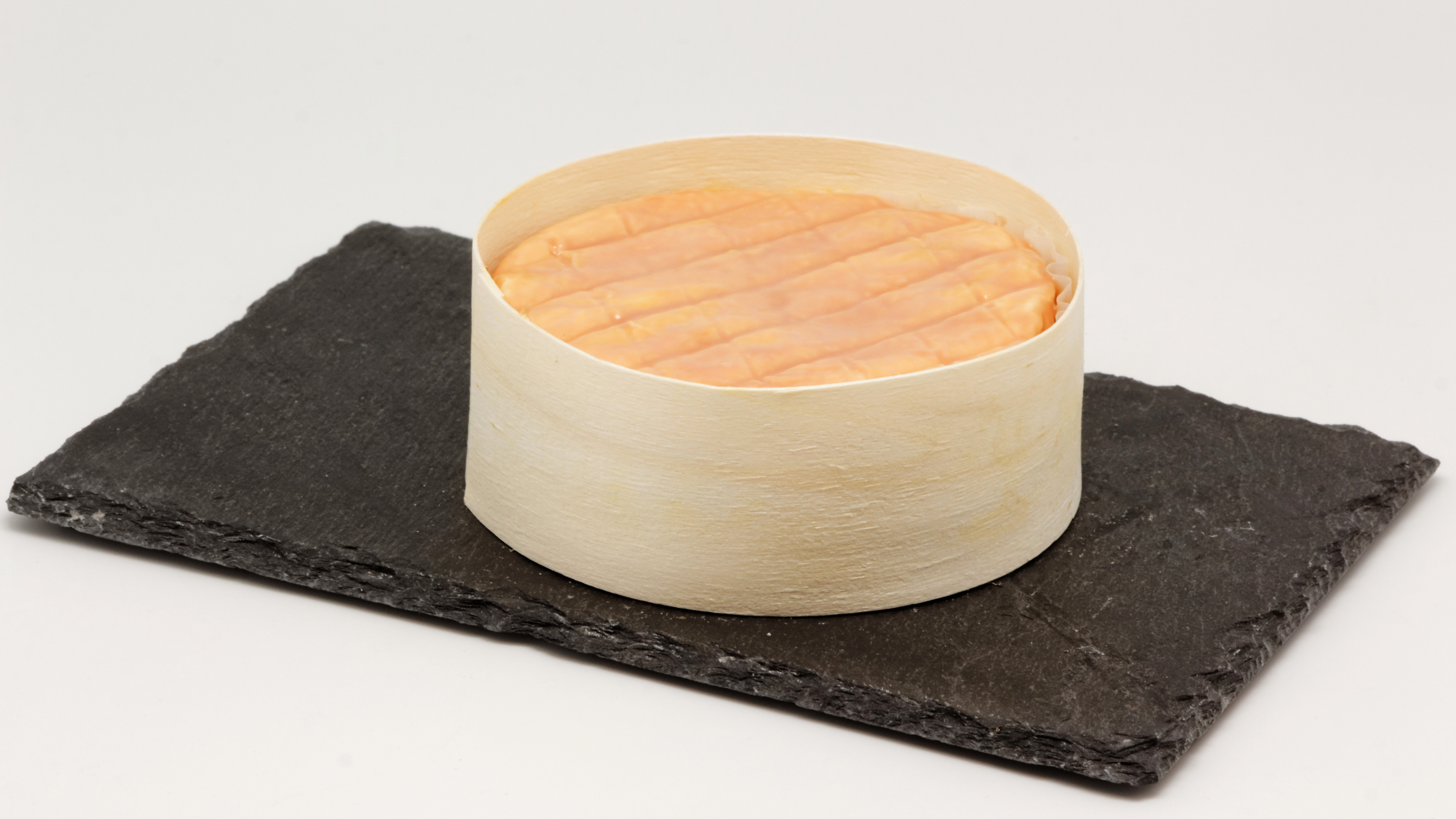
Brânza Époisses maturată cu rachiul Marc de Bourgogne

Époisses este  o brânză franceză din lapte integral de vacă cu pastă moale și coajă spălată. Se produce în regiunea Burgundia, și în special care în satul Époisses, al cărui nume îl poartă.
Este singura brânză franceză cu coagul lactic și coajă spălată. Laptele este maturat la o temperatură între 25°C și 30°C, apoi închegat și coagulat timp de 16-24 de ore. Brânza este pusă la scurs într-o formă perforată pentru nu mai puțin de 48 de ore, întorsă de două ori și uscată. În faza de maturare, este spălată cu apă amestecată cu rachiul Marc de Bourgogne, care-i conferă gustul și mirosul caracteristici.
Brânza se prezintă sub forma unui cilindru cu fețe plane. Există două formate: unul cu diametrul de 95-115 mm și cu greutatea de 250-350 gr, și altul cu diametrul de 165-190 mm și cu greutatea de 700-1100 gr. Cojea este netedă sau ușor încrețită și uscată, de culoarea de la galben portocaliu la roșu-cărămiziu, atribuibilă exclusiv a pigmentării bacteriilor de pe suprafață. Pasta este suplă, onctuoasă, ușor sărată, de culoare bej-deschis. Aroma este puternic.
Brânza Époisses face obiectul din 1991 unei denumiri de origine controlată (AOC) în Franța și din 1996 al unei denumiri de origine protejată (AOP) în Uniunea Europeană. Producția de Époisses AOP era de 1.396 tone în anul 2014, dintre care 30% s-au exportat.